# Gunnar Åström
Gunnar Åström (15 de janeiro de 1904 - 28 de março de 1952) é um jogador de futebol finlandês.